# Gibbons saga
Gibbons Saga es una de las sagas caballerescas de origen islandés escrita en nórdico antiguo. Es una de las pocas sagas donde aparecen objetos mágicos voladores, aquí un pedazo de tela, entre otros objetos. También aparecen enanos y gigantes. Fue probablemente compuesto a principios del siglo XIV y se ha conservado en 23 fragmentos manuscritos fechados entre finales del siglo XIV hasta el siglo XIX, entre los más importantes AM 355 4.º, AM 529 4.º y Cod. Stock Perg. fol. no. 7. La trama es una amalgama de dos argumentos:  la reina guerrera y el amor entre un humano y una hada, con una notable influencia de Klári saga y Partalopa saga. Los acontecimientos y estructura del texto siguen el mismo patrón de Rémundar saga keisarasonar y algunas secciones son obviamente procedentes de Viktors saga og Blávus.